# Tượng Hùng
| Lịch sử Tây Tạng |
| --- |
| Cổ đạiThời kỳ đồ đá mới Tượng Hùng ~500 TCN–645                                                                                       |
| Thổ Phồn 618–842Thời kỳ phân liệt 842–1253 Guge 1088–1630                                                                             |
| Thời kỳ các giáo phái thống trịSakyapa 1253–1358 ∟ thuộc Nguyên 1271–1354 Phagmodrupa 1354–1618 Rinpungpa 1435–1565 Tsangpa 1565–1642 |
| Chính quyền Ganden Phodrang 1642–1959Hãn quốc Khoshut 1642–1717 Tây Tạng thuộc Thanh 1720–1912 Tây Tạng 1912–1951                     |
| Cộng hòa Nhân dân Trung Hoa 1951–nayKhu tự trị Tây Tạng 1965–nay                                                                      |
| Xem thêm Quân chủ • Niên biểu • Phật giáo Tây Tạng Chính phủ lưu vong Tây Tạng                                                        |
| x t s |

Tượng Hùng (tiếng Tạng: ཞང་ཞུང་, THL: Zhangzhung, chữ Hán: 象雄, bính âm: Xiàngxióng), là một nền văn hóa và là một vương quốc cổ đại tại miền tây và tây bắc khu vực Tây Tạng ngày nay. Người Tượng Hùng thờ Bản giáo (Bön giáo) cho rằng thế giới nguyên thủy vốn là một quả trứng khổng lồ, sau nở thành một ngọn núi thần màu trắng, lòng trắng trở thành đại dương, lòng đỏ trở thành mười tám quả trứng cỡ vừa, rồi nở tiếp mà sinh ra muôn loài. Bön giáo có ảnh hưởng đến giáo lý và việc tu luyện của Phật giáo Tây Tạng sau này. Tượng Hùng thường được đề cập đến trong sử liệu như là thế lực đầu tiên cai trị vùng trung tâm và tây Tây Tạng, trong những thập kỷ gần đây, các nhà khoa học đã tiến hành việc khảo cổ trong các khu vực này.

## Cương vực

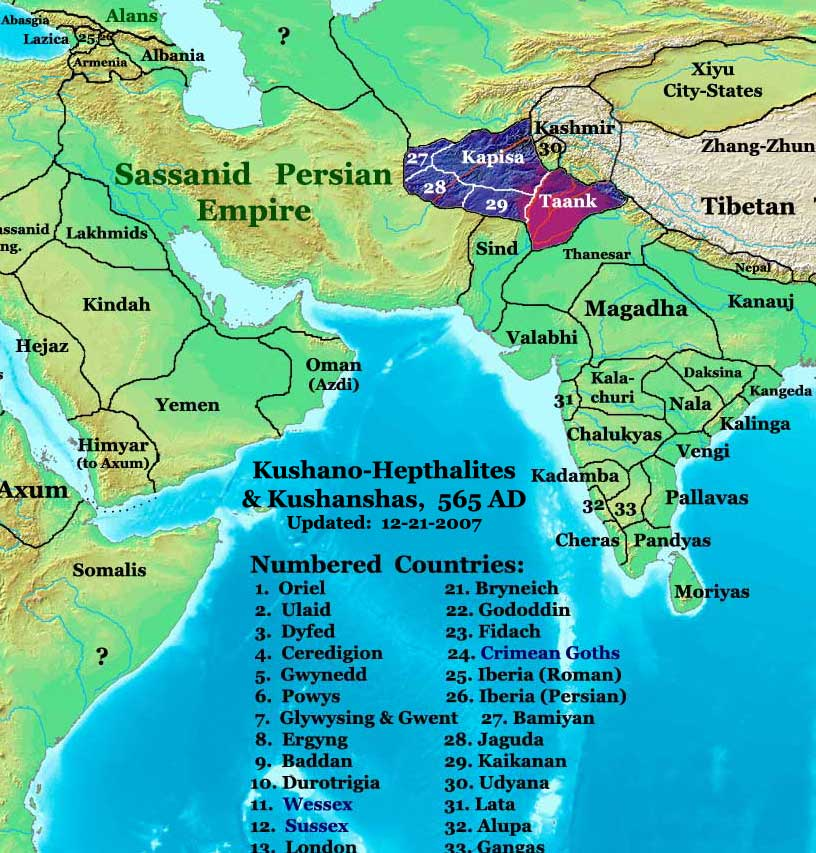
Các quốc gia năm 565

Theo Biên niên sử hồ Manasarovar, từng có thời điểm Tượng Hùng bao gồm tới 18 tiểu quốc tại phía tây và tây bắc Tây Tạng. Nền văn hóa Tượng Hùng tập trung quanh núi thiêng Kailash, trải rộng về phía tây đến Ladakh, Baltistan, phía tây nam đến Jalandhar, phía nam đến Nepal, phía đông gồm miền trung của Tây Tạng, và phía bắc đến Thiện Thiện. Do đó, có thể nói văn hóa Tượng Hùng đã kiểm soát phần lớn "nóc nhà của thế giới". Việc Tượng Hùng có thật sự lớn đến vậy không vẫn cần được kiểm chứng, các nhà sử học mới chỉ xác định được rằng đây là một vương quốc độc lập từng bao trùm toàn bộ miền tây Tây Tạng .
Kinh đô của Tượng Hùng được gọi là Kyunglung, "Cung điện bạc của Kim Sí Điểu", nằm về phía tây nam của núi Kailash, với nhiều cung điện được tìm thấy ở thượng du thung lũng Sutlej .
Theo tác giả Rolf Alfred Stein, Tượng Hùng là một quốc gia độc lập nằm ngoài lãnh thổ ban đầu của người Tạng :
"...Sau đó ở phía tây, người Tạng chạm trán với một nước ngoại bang riêng biệt: Tượng Hùng, với kinh đô tại Kyunglung. Núi Kailash và hồ Manasarovar đã định hình nên quốc gia này, ngôn ngữ của họ cũng được tìm thấy trong sử liệu của nước này. Mặc dù vẫn chưa được xác định, dường như nó thuộc về hệ ngôn ngữ Ấn-Âu. ...Về mặt địa lý, quốc gia này chắc chắn mở rộng tới Ấn Độ, qua Nepal và Kashmir cùng Ladakh. Kailash là một địa điểm thiêng liêng của người Ấn, họ thường hành hương tới đó. Không rõ họ đã làm vậy bao lâu, song lòng mộ đạo này có thể đã bắt đầu từ thời gian Tượng Hùng vẫn độc lập với Thổ Phồn.
Cương vực về phía bắc, đông và tây của Tượng Hùng xa tới đâu vẫn là một bí ẩn.... Chúng tôi đã có thể nhận định rằng Tượng Hùng, bao gồm ngọn núi thiêng Kailash của người Ấn, có thể từng có một tôn giáo của riêng họ, chủ yếu vay mượn từ Ấn Độ giáo. Tình trạng này có thể đã diễn ra trong một thời gian dài. Trên thực tế, khoảng năm 950, Vua Hindu của Kabul đã tuyên bố rằng vua Bö (người Tạng) đã tặng cho ông một bức tượng Vişņu, thuộc trường phái Kashmir (ba đầu), họ đã thu được nó từ Kailash."

## Lịch sử

### Văn hóa thời kỳ đồ sắt
Các hoạt động khảo cổ gần đây trên cao nguyên Changtang đã tìm thấy bằng chứng về một nền văn hóa thời kỳ đồ sắt và trong đó có một số được xem là của Tượng Hùng . Đây là một nền văn hóa đáng chú ý với các đặc điểm sau:
- Một hệ thống pháo đài hay thành quách đá trên đỉnh đồi, rất có thể được sử dụng để phòng thủ trước các bộ lạc thảo nguyên Trung Á, như người Scythia.
- Các khu phức hợp lăng mộ sử dụng các bia mộ thẳng đứng, đôi khi trong các dãy lớn, và trong đó có tới 10.000 ngôi mộ tại một vị trí.
- Các đền thờ bằng đá nằm tại các ngọn núi tiếp giáp với vùng đồng bằng, đặc trưng với các căn phòng không có cửa sổ, các mái đá có tay đỡ, và tường xung quanh.
- Bằng chứng về một cấu trúc phân tầng xã hội với các chỉ dấu về những môi mộ của hoàng gia.
- Các bức tranh khắc đá cho thấy nét văn hóa kị binh.

Các đặc điểm này gần gũi hơn với văn hóa thời kỳ đồ sắt tại châu Âu và thảo nguyên châu Á hơn là Ấn Độ hay Đông Á, cho thấy đây là một nền văn hóa chịu ảnh hưởng từ phía tây bắc hơn là đông nam.

### Sụp đổ

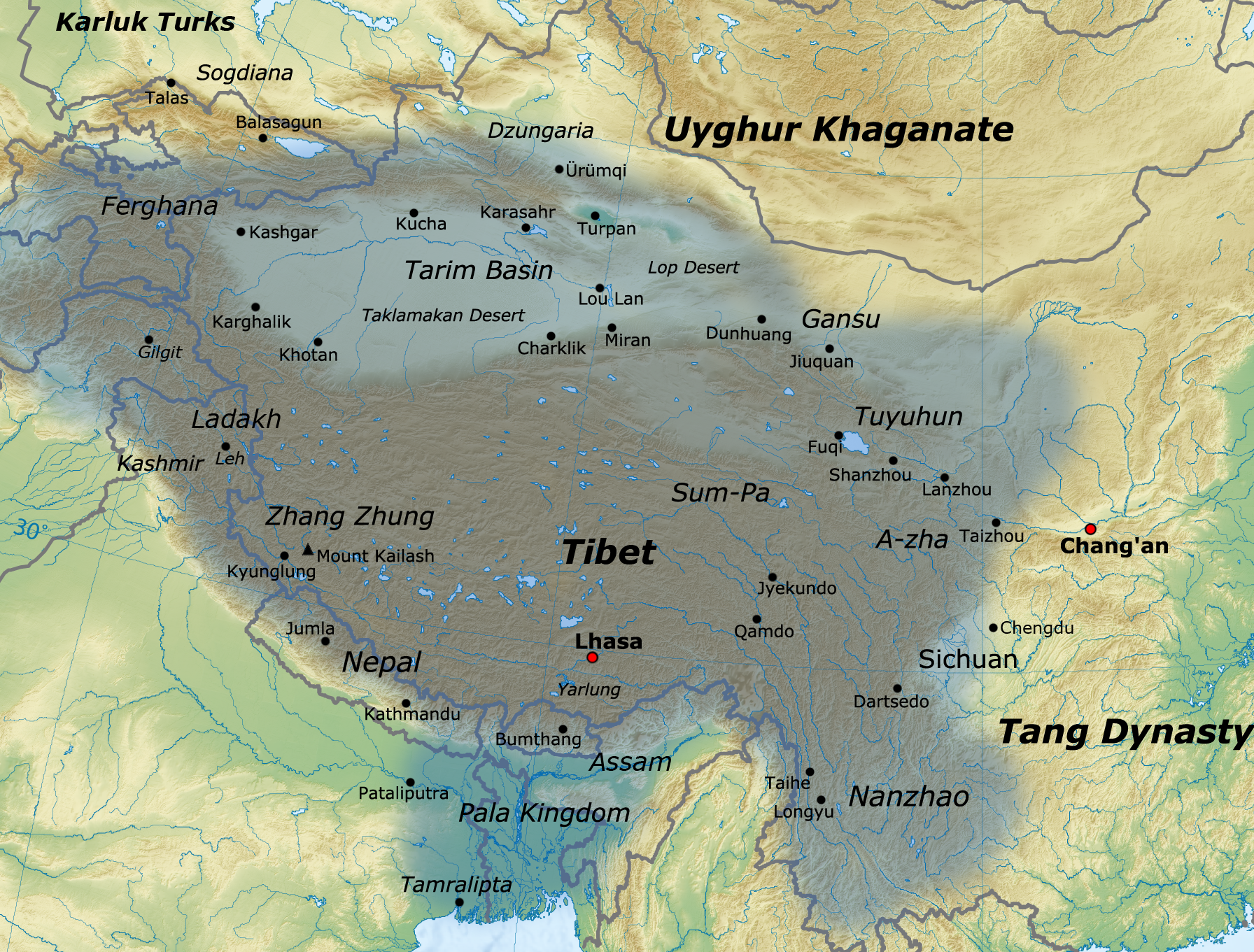
Bản đồ thể hiện Tượng Hùng và kinh đô Kyunglung dưới thời Thổ Phồn

Có một số bất đồng về việc Thổ Phồn đã chinh phục Tượng Hùng vào thời kỳ trị vì của Songtsen Gampo (605 hoặc 617?-649) hay của Trisong Detsen (755-797 hoặc 804) . Theo Cựu Đường Thư thì sự kiện này xảy ra vào thời Songtsen Gampo vì sử liệu này viết rằng vào năm 634, Dương Đồng (tên gọi Tượng Hùng trong sử liệu nhà Đường) và các bộ lạc người Khương "hoàn toàn quy phục ông ta". Sau đó Songtsen Gampo hợp nhất Dương Đồng vào nước mình và đánh bại Thổ Dục Hồn, rồi lại chinh phục hai bộ lạc người Khương nữa trước khi tiến tới Tùng Châu với 20 vạn đại quân. Songtsen Gampo sau đó phái sứ thần mang vàng lụa tới hỏi cưới công chúa nhà Đường nhưng bị từ chối, ông quyết định tấn công Tùng Châu. Cuối cùng, Songtsen Gampo rút quân và tạ lỗi còn hoàng đế nhà Đường phải đáp ứng yêu cầu của ông .
Các ghi chép ban đầu của Tây Tạng thuật lại rằng người Tạng (Bod trong tiếng Tạng) và Tượng Hùng đã thông hôn với nhau để hình thành liên minh chính trị. Tuy nhiên, người thiếp Tạng của vua Tượng Hùng đã than rằng bà bị chính thê của nhà vua đối xử tệ hại. Chiến tranh nổ ra, "Vua Ligmikya của Tượng Hùng trên đường tới Sumba (Amdo ngày nay) đã bị Songtsen Gampo phục kích và giết chết. Kết quả là người Tạng thâu tóm Tượng Hùng vào lãnh thổ của mình, vươn mình trở thành Đế quốc, gọi là Thổ Phồn (Bod chen po) ". Rolf Alfred Stein cho rằng cuộc chinh phạt Tượng Hùng diễn ra vào năm 645 .

### Nổi dậy năm 677
Tượng Hùng nổi dậy ngay sau cái chết của vua Mangsong Mangtsen (hay Trimang Löntsän, trị vì 650-677), con trai của Songtsen Gampo, nhưng sau đó nhanh chóng bị đưa trờ lại tầm kiểm soát của Thổ Phồn nhờ "sự cai trị vững chắc của các lãnh đạo vĩ đại gia tộc đại tướng Gar" .

## Tiếng Tượng Hùng
Một số ít các bản văn Tượng Hùng và văn bản Thổ Phồn song ngữ vào thế kỷ 11 đã chứng nhận về một thứ tiếng Tượng Hùng có liên hệ với tiếng Kinnauri. Bön giáo tuyên bố rằng hệ thống chữ Tạng có nguồn gốc từ bảng chữ cái tiếng Tượng Hùng, trong khi các sử gia hiện đại công nhận nguồn gốc rõ ràng của chữ Tạng là từ một loại chữ viết Bắc Ấn Độ, phù hợp với các miêu tả tiếng Tạng. Một ngôn ngữ Kinnauri hiện đại có cùng tên (phát âm địa phương là Jangshung) được khoảng 2.000 người sử dụng tại thung lũng Sutlej ở Himachal Pradesh, họ tuyên bố rằng mình chính là hậu duệ của Tượng Hùng .

## Ảnh hưởng của văn hóa Tượng Hùng tại Ấn Độ
Cần lưu ý rằng theo truyền thuyết Bön giáo được sáng lập bởi một nhân vật có nét tương đồng với Phật tên là Tonpa Shenrab Miwoche , ông đã giảng dạy những giáo lý tương tự như của Phật Thích Ca. Bön giáo tuyên bố rằng Tonpa Shenrab Miwoche sống cách đây khoảng 18.000 năm, ông tới Tây Tạng từ vùng đất Tagzig Olmo Lung Ring, hoặc Shambhala. Bön giáo cũng khẳng định trong thời gian đó, giáo lý của chúa Shenrab Miwoche đã lan ra toàn bộ tiểu lục địa và đóng góp vào sự phát triển của các tôn giáo Ấn Độ cổ đại. Một ví dụ cho sự liên kết này được cho là núi Kailash, là một trung tâm của văn hóa Tượng Hùng, và cũng là ngọn núi thiêng liêng nhất đối với người Ấn. Kết quả là, Bön giáo cho rằng phần lớn giáo lý sau này đều ít nhiều có nguồn gốc từ Tonpa Shenrab Miwoche.